# Чемпіонат Європи з легкої атлетики серед молоді 2025
Чемпіонат Європи з легкої атлетики серед молоді 2025 був проведений 17-20 липня в Бергені на стадіоні «Фана».

## Призери

### Чоловіки
| Дисципліни                | Золото                                                                                   | Золото           | Срібло                                                                                       | Срібло        | Бронза | Бронза        |
| ------------------------- | ---------------------------------------------------------------------------------------- | ---------------- | -------------------------------------------------------------------------------------------- | ------------- | --- | ------------- |
| 100 метрів                | Жефф Ер'юс Франція                                                                       | 10,28            | Нсікак Екпо Нідерланди                                                                       | 10,30         | Абель Хордан Іспанія | 10,31         |
| 200 метрів                | Блессінг Афріфа Ізраїль                                                                  | 20,64            | Даміано Дентато Італія                                                                       | 20,69         | Хайме Санчо Іспанія | 20,76         |
| 400 метрів                | Йонас Фейфферс Нідерланди                                                                | 44,82 CR         | Максиміліан Швед Польща                                                                      | 45,28         | Броуді Янг Велика Британія | 45,34 PB      |
| 800 метрів                | Нільс Ларос Нідерланди                                                                   | 1.44,36          | Джастін Девіс Велика Британія                                                                | 1.44,97       | Джованні Ладзаро Італія | 1.44,98       |
| 1500 метрів               | Стефан Ніллессен Нідерланди                                                              | 3.44,87          | Поль Ансельміні Франція                                                                      | 3.45,35       | Філіп Рак Польща | 3.45,42       |
| 5000 метрів               | Нільс Ларос Нідерланди                                                                   | 13.44,74         | Ніколас Гріггс Ірландія                                                                      | 13.45,80      | Вілл Барнікоут Велика Британія | 13.46,11      |
| 10000 метрів              | Йоель Іблер Ліллесе Данія                                                                | 29.05,45 PB      | Йонатан Гран Швеція                                                                          | 29.05,49 PB   | Хайме Мігальйон Іспанія | 29.06,85      |
| 110 метрів з бар'єрами    | Енцо Дісль Австрія                                                                       | 13,46            | Зено ван Нейген Бельгія                                                                      | 13,54 PB      | Елі Бакарі Бельгія | 13,56         |
| 400 метрів з бар'єрами    | Ове Фішер-Брайгольц Німеччина                                                            | 48,01 CR PB      | Ісмаїл Незір Туреччина                                                                       | 48,33 PB      | Матич Ян Гучек Словенія | 48,34 NR      |
| 3000 метрів з перешкодами | Мацей Мегер Польща                                                                       | 8.20,17 CR PB    | Стефан Ніллессен Нідерланди                                                                  | 8.20,48 NU23R | Лоуренсу Родрігеш Португалія | 8.21,99 NU23R |
| 4×100 метрів              | ФранціяМаксім Реб'єр Йоран Кабінгеле Кабала Мохаммед Бадрю Жефф Ер'юс Дежан Отту (забіг) | 38,43 CR EU23R   | НімеччинаБенедикт Томас Вальштайн Ян Ерік Фреє Моріс Граль Гайко Гуссманн                    | 38,80 SB      | ІспаніяМануель Вілача Абель Хордан Хуан Карлос Кастільйо Марк Ескандель Хайме Санчо (забіг)                                                              | 38,86 NU23R   |
| 4×400 метрів              | ІспаніяДавід Гарсія Анхель Гонсалес Маркель Фернандес Херсон Посо Серхіо Плата (забіг)   | 3.02,02 CR EU23R | ФранціяФелікс Левассер Максім Вассмер Бенуа Мудіо Прізо Аллан Лакруа Набіль Тезкратт (забіг) | 3.02,60 SB    | НімеччинаТорбен Фінке Макс Гуземанн Лукас Краппе Флоріан Кроль Ян Бузам (забіг) Максиміліан Келер (забіг) Лассе Шмітт (забіг) Малік Скупен-Альфа (забіг) | 3.02,83 SB    |
| Ходьба 10000 метрів       | Мазлум Демір Туреччина                                                                   | 39.45,84 PB      | Еміліано Бріганте Італія                                                                     | 39.49,64      | Оскар Мартінес Іспанія | 39.38,84 PB   |
| Стрибки у висоту          | Маттео Сіолі Італія                                                                      | 2,30 PB          | Миколай Щесний Польща                                                                        | 2,26 PB       | Мельвін Ліке Гольм Швеція | 2,24 PB       |
| Стрибки з жердиною        | Сімоне Бертеллі Італія                                                                   | 5,70 PB          | Трістан Деспр Франція                                                                        | 5,60          | Вальтерс Крейшс Латвія | 5,60          |
| Стрибки в довжину         | Ерван Конате Франція                                                                     | 8,25 NU23R       | Божидар Сарибоюков Болгарія                                                                  | 8,21 SB       | Каспері Вехмаа Фінляндія | 7,97w         |
| Потрійний стрибок         | Пабло Дельгадо Іспанія                                                                   | 16,55 PB         | Лачезар Валчев Болгарія                                                                      | 16,48 PB      | Федеріко Лоренцо Італія | 16,47w        |
| Штовхання ядра            | Тіціан Лаурія Німеччина                                                                  | 20,02            | Лео Зікович Швеція                                                                           | 19,47 PB      | Яннік Ролвінк Нідерланди | 19,01         |
| Метання диска             | Стівен Ріхтер Німеччина                                                                  | 64,67            | Міка Сосна Німеччина                                                                         | 63,42         | Маріус Каргес Німеччина | 62,20         |
| Метання молота            | Йосіф Кесидіс Кіпр                                                                       | 74,87 NU23R      | Георгіос Папанастасіу Греція                                                                 | 72,98         | Йоанніс Коракідіс Греція | 72,51         |
| Метання списа             | Артур Фельфнер Україна                                                                   | 81,14 SB         | Нік Тумм Німеччина                                                                           | 80,74 PB      | Ееміль Порварі Фінляндія | 79,88         |
| Десятиборство             | Андрін Губер Швейцарія                                                                   | 8188 PB          | Джефф Тесселар Нідерланди                                                                    | 8108          | Антуан Ферранті Франція | 8032          |

### Жінки
| Дисципліни                | Золото | Золото           | Срібло                                                                                | Срібло         | Бронза | Бронза        |
| ------------------------- | --- | ---------------- | ------------------------------------------------------------------------------------- | -------------- | --- | ------------- |
| 100 метрів                | Кароліна Манасова Чехія                                                                                                  | 11,30            | Ніа Веддерберн-Гудісон Велика Британія                                                | 11,38          | Полінікі Еммануїліду Греція                                                                                       | 11,44         |
| 200 метрів                | Саксесс Едуан Велика Британія                                                                                            | 22,74 SB         | Генрієтте Єгер Норвегія                                                               | 22,78 SB       | Нора Ліндаль Швеція                                                                                               | 22,92 SB      |
| 400 метрів                | Генрієтте Єгер Норвегія                                                                                                  | 49,74 CR         | Ємі Мері Джон Велика Британія                                                         | 50,50 PB       | Алексе До Франція                                                                                                 | 50,94 PB      |
| 800 метрів                | Одрі Верро Швейцарія | 1.57,42 CR       | Росіо Арройо Іспанія                                                                  | 1.59,18 NU23R  | Абігейл Ів Велика Британія                                                                                        | 1.59,77       |
| 1500 метрів               | Ділек Кочак Туреччина | 4.08,79 SB       | Адель Ге Франція                                                                      | 4.08,89        | Імер Магер Ірландія                                                                                               | 4.09,54       |
| 5000 метрів               | Марія Фореро Іспанія | 15.43,44         | Ванесса Микитенко Німеччина                                                           | 15.51,97       | Аніка Томпсон Ірландія                                                                                            | 15.56,80      |
| 10000 метрів              | Аніка Томпсон Ірландія                                                                                                   | 32.31,47 NU23R   | Кіра Вайс Німеччина                                                                   | 32.36,52 PB    | Кароліна Шефер Німеччина                                                                                          | 33.04,43 PB   |
| 100 метрів з бар'єрами    | Аліцья Сельська Польща                                                                                                   | 12,91            | Анна Тот Угорщина                                                                     | 13,02          | Тереза Цорейова Словаччина                                                                                        | 13,05         |
| 400 метрів з бар'єрами    | Емілі Ньюнем Велика Британія                                                                                             | 54,08 CR PB      | Ванесса Бальде Німеччина                                                              | 55,36 PB       | Вів'єнне Моргенштерн Німеччина                                                                                    | 55,45 PB      |
| 3000 метрів з перешкодами | Ілона Мононен Фінляндія                                                                                                  | 9.30,49          | Марта Серрано Іспанія                                                                 | 9.30,74        | Адія Будде Німеччина                                                                                              | 9.32,14 PB    |
| 4×100 метрів              | Велика БританіяНіа Веддерберн-Гудісон Кіссіваа Менса Елісон Белл Саксесс Едуан Фейт Акінбіледже (забіг) Джой Езе (забіг) | 42,92 CR         | ШвейцаріяХлої Рабак Емма ван Камп Фаб'єнне Генке Сорая Бесерра Іріс Каліджурі (забіг) | 43,39 NU23R    | НімеччинаВіола Йон Голлі Окуку Йоліна Ернст Челсі Кадірі                                                          | 43,75         |
| 4×400 метрів              | Велика БританіяРебекка Грів Емілі Ньюнем Поппі Малік Ємі Мері Джон Голлі Мпассі (забіг) Абігейл Ів (забіг)               | 3.26,52 CR EU23R | ІспаніяНаталія Рохас Ана Прієто Берта Сегура Росіо Арройо Еліза Лоренсо (забіг)       | 3.28,06 NU23R  | ФранціяЛоре-Анн Фалем Лу-Анн Пузанкре Оє Бенедетта Куаку Алексе До Леа-Тері Демарк (забіг) Матільде Деску (забіг) | 3.28,37 NU23R |
| Ходьба 10000 метрів       | Александрина Міхай Італія                                                                                                | 43.49,55 PB      | Ана Делає Франція                                                                     | 44.07,59 PB    | Джулія Габрієле Італія                                                                                            | 44.19,31      |
| Стрибки у висоту          | Ангеліна Топич Сербія | 1,95             | Енгла Нільссон Швеція                                                                 | 1,93           | Йоана Геррманн Німеччина                                                                                          | 1,91 PB       |
| Стрибки з жердиною        | Вікторіє Ондрова Чехія                                                                                                   | 4,45 PB          | Ругіле Міклічуте ЛитваК'яра Зістерманн Німеччина                                      | 4,35 NR4,35 PB | не вручалась |               |
| Стрибки в довжину         | Рамона Елена Верман Румунія                                                                                              | 6,60 PB          | Заміра Аттермаєр Німеччина                                                            | 6,58 PB        | Іда Андреа Брейган Норвегія                                                                                       | 6,58          |
| Потрійний стрибок         | Алексія Йоана Доспін Румунія                                                                                             | 14,05 PB         | Клеманс Ружьє Франція                                                                 | 13,93w         | Александрія Митрович Сербія                                                                                       | 13,84         |
| Штовхання ядра            | Ніна Чіома Ндубуїсі Німеччина                                                                                            | 17,73            | Йоліна Ланге Німеччина                                                                | 17,04 PB       | Гелена Копп Німеччина                                                                                             | 16,90 PB      |
| Метання диска             | Інес Лопес Іспанія | 58,20 NU23R      | Бенедетта Бенедетті Італія                                                            | 56,98 PB       | Міліна Вепіве Німеччина                                                                                           | 56,82         |
| Метання молота            | Айлін Кюн Німеччина | 72,53 PB         | Нікола Татгілл Ірландія                                                               | 70,90          | Валентина Савва Кіпр                                                                                              | 70,22 NR      |
| Метання списа             | Адріана Вілагош Сербія                                                                                                   | 62,41            | Петра Січакова Чехія                                                                  | 58,14          | Мір'я Лукас Німеччина                                                                                             | 57,22         |
| Семиборство               | Сага Ваннінен Фінляндія                                                                                                  | 6563 CR NR       | Абігейл Поулетт Велика Британія                                                       | 6320 PB        | Серіна Рідель Німеччина                                                                                           | 6183          |

## Медальний залік
| Місце                | Країна               | Золото | Срібло | Бронза | Загалом |
| -------------------- | -------------------- | ------ | ------ | ------ | ------- |
| 1                    | Німеччина            | 5      | 9      | 12     | 26      |
| 2                    | Велика Британія      | 4      | 4      | 3      | 11      |
| 3                    | Іспанія              | 4      | 3      | 4      | 11      |
| 4                    | Нідерланди           | 4      | 3      | 1      | 8       |
| 5                    | Франція              | 3      | 6      | 3      | 12      |
| 6                    | Італія               | 3      | 3      | 3      | 9       |
| 7                    | Польща               | 2      | 2      | 1      | 5       |
| 8                    | Туреччина            | 2      | 1      | 0      | 3       |
| 8                    | Чехія                | 2      | 1      | 0      | 3       |
| 8                    | Швейцарія            | 2      | 1      | 0      | 3       |
| 11                   | Фінляндія            | 2      | 0      | 2      | 4       |
| 12                   | Сербія               | 2      | 0      | 1      | 3       |
| 13                   | Румунія              | 2      | 0      | 0      | 2       |
| 14                   | Ірландія             | 1      | 2      | 2      | 5       |
| 15                   | Норвегія             | 1      | 1      | 1      | 3       |
| 16                   | Кіпр                 | 1      | 0      | 1      | 2       |
| 17                   | Ізраїль              | 1      | 0      | 0      | 1       |
| 17                   | Австрія              | 1      | 0      | 0      | 1       |
| 17                   | Данія                | 1      | 0      | 0      | 1       |
| 17                   | Україна              | 1      | 0      | 0      | 1       |
| 21                   | Швеція               | 0      | 3      | 2      | 5       |
| 22                   | Болгарія             | 0      | 2      | 0      | 2       |
| 23                   | Греція               | 0      | 1      | 2      | 3       |
| 24                   | Бельгія              | 0      | 1      | 1      | 2       |
| 25                   | Литва                | 0      | 1      | 0      | 1       |
| 25                   | Угорщина             | 0      | 1      | 0      | 1       |
| 27                   | Латвія               | 0      | 0      | 1      | 1       |
| 27                   | Португалія           | 0      | 0      | 1      | 1       |
| 27                   | Словаччина           | 0      | 0      | 1      | 1       |
| 27                   | Словенія             | 0      | 0      | 1      | 1       |
| Загалом (30 збірних) | Загалом (30 збірних) | 44     | 45     | 43     | 132     |

## Виступ українців
До складу збірної України, яка була заявлена до участі в чемпіонаті, було включено 29 легкоатлетів.
| Чоловіки (16) | Чоловіки (16)                                                            | Чоловіки (16)  | Чоловіки (16)    |
| Місце         | Атлет                                                                    | Дисципліна     | Результат        |
| ------------- | ------------------------------------------------------------------------ | -------------- | ---------------- |
| 1             | Артур Фельфнер                                                           | спис           | 81,14 SB         |
|               | Кирило Луценко                                                           | висота         | 2,19 SB          |
|               | Данило Дубина                                                            | довжина        | 7,95 PB          |
|               | Михайло Брудін                                                           | диск           | 59,85 SB         |
|               | Микола Рущак                                                             | ходьба 10000 м | 40.29,39 SB      |
|               | Роман Петрук                                                             | висота         | 2,16 SB          |
|               | Ілля Бобровник                                                           | жердина        | 5,10 (5,30)[a]   |
| пф            | Дмитро Багінський                                                        | 110 м з/б      | 13,90 (13,74 PB) |
| пф            | Володимир Кілко                                                          | 110 м з/б      | 14,51 (14,24)    |
| заб           | Олександр Сосновенко                                                     | 100 м          | 10,81            |
| заб           | Андрій Барабанов Олександр Сосновенко Давид Кулаковський Володимир Кілко | 4×100 м        | 40,05            |
| кв            | Артем Пікаш                                                              | висота         | 2,00             |
| кв            | Валентин Лобода                                                          | жердина        | 5,15             |
| кв            | Нікіта Маслюк                                                            | довжина        | 7,25             |
| кв            | Андрій Шкабара                                                           | довжина        | 7,13             |

| Жінки (13) | Жінки (13)          | Жінки (13)     | Жінки (13)       |
| Місце      | Атлетка             | Дисципліна     | Результат        |
| ---------- | ------------------- | -------------- | ---------------- |
|            | Альона Часс         | потрійний      | 13,75 PB         |
|            | Валерія Шоломіцька  | ходьба 10000 м | 46.38,67         |
|            | Світлана Бойчук     | потрійний      | 13,30 (13,48w)   |
|            | Аліна Лістунова     | довжина        | 5,95 (6,13)      |
|            | Уляна Рачинська     | 10000 м        | 35.04,85         |
| пф         | Аліна Кишкіна       | 100 м з/б      | 13,37 (13,17 PB) |
| заб        | Діана Гончаренко    | 100 м          | 11,68            |
| заб        | Наталія Бесідовська | 400 м          | 54,81            |
| заб        | Аліна Корсунська    | 800 м          | 2.07,83          |
| заб        | Тетяна Чорновол     | 1500 м         | 4.30,48          |
| кв         | Вероніка Крамаренко | висота         | 1,77             |
| кв         | Ірина Безсмертна    | висота         | 1,73             |
| кв         | Валерія Дмитровська | молот          | 55,49            |

a  Тут і надалі в дужках вказаний більш високий або «легальний» (з вітром, що не перевищував припустимої норми 2,0 м/с) результат, що був показаний на попередніх стадіях змагань.

## Відеозвіти
- День 1 на YouTube
- День 2 на YouTube
- День 3 на YouTube
- День 4 на YouTube